# Новоандрієвка (Кармаскалинський район)
Новоандрі́євка (рос. Новоандреевка, башк. Яңы Андреевка) — присілок у складі Кармаскалинського району Башкортостану, Росія. Входить до складу Шаймуратовської сільської ради.
Населення — 121 особа (2010; 120 в 2002).
Національний склад:
- мордва — 31 %